# Museo de la Ciencia (Tranvía de Tenerife)
Museo de la Ciencia es el nombre de una parada de la línea 1 del Tranvía de Tenerife. Se encuentra en la Avenida de Los Menceyes, en San Cristóbal de La Laguna, frente al Museo de la Ciencia y el Cosmos del cual toma su nombre.
Se inauguró el 2 de junio de 2007, junto con todas las de la línea 1.

## Accesos
- Avenida de Los Menceyes, pares
- Avenida de Los Menceyes, impares

## Líneas y conexiones

### Tranvía
| Línea | Origen         | Destino  |
| ----- | -------------- | -------- |
|       | Intercambiador | Trinidad |

## Lugares próximos de interés
- Museo de la Ciencia y el Cosmos
- Instituto de Astrofísica de Canarias (sede central)
- IES Domingo Pérez Minik